# Norellisoma triangulum
Norellisoma triangulum är en tvåvingeart som beskrevs av Sun 1992. Norellisoma triangulum ingår i släktet Norellisoma och familjen kolvflugor. Inga underarter finns listade i Catalogue of Life.